# Jaso
|  | No s'ha de confondre amb Jasó. |

Jaso (Jasso) fou un petit estat tributari protegit de l'Índia, primer part de l'agència del Bundelkhand dins l'agència de l'Índia Central, i després del 1896 de l'agència de Baghelkhand fins al 1931 quan va passar de nou a la del Bundelkhand. La seva superfície era de 186 km² i estava rodejat al nord, est i sud pel principat de Nagod, i a l'oest pel d'Ajaigarh.
La població el 1881 era de 8.050 habitants amb 57 pobles, però va baixar a 7.209 habitants el 1901 amb 60 pobles, i eren encara 7.823 el 1931. Els ingressos s'estimaven el 1901 en 23.000 rúpies. La capital era Jaso a 24° 30′ N, 80° 30′ E / 24.500°N,80.500°E a la riba d'un llac, nom que podria ser una contracció de Jaseshvarinagar (altres noms anterior haurien estat Mahendrinagar, Adharpuri i Hardinagar); la ciutat inclou un temple important i també hi ha temples i restes hinduistes i jainistes a la rodalia.
El sobirà era un rajput bundela descendent de Chhtarsal, el fundador del principat de Panna a la mort del qual el 1732 el seu quart fill Barthi Chand va rebre els jagirs de Jaso i Bandhora, sota dependència de Jaitpur que va correspondre a un altre fill de nom Jagat Raj. Bharti Chand (mort el 1750) va cedir Bandhora al seu fill gran Durjan Singh i Jaso al segon fill Hari Singh. Durjan Singh però va morir deixant només un fill menor d'edat de nom Kunwar Medini Singh, que va morir en la infantesa, revertint Bandhora a Jaso.
A l'inici del segle XIX Jaso va caure en mans d'Ali Bahadur de Banda que va cedir el feu a Gopal Singh, un servidor rebel del príncep Chet Singh; però Gopal es va decantar per la causa de Murat Singh, el fill de Chet Singh. Quan es va imposar el protectorat britànic, Jaso fou declarat feu d'Ajaigarh i inclòs a efectes fiscals a la pargana de Kotra, d'acord amb un sanad concedit el 1807; això fou objectat i finalment els britànics van reconèixer que la sobirania d'Ajaigarh mai no fou més que nominal i Murat Singh va rebre un sanad possessori separat per Jaso el 1816. Jagat Sing va pujar al tron el 1888 però es va retirar el 1899 deixant pas al seu fill menor Girwar Singh, sota superintendència britànica.

## Llista de sobirans (diwans)
- Diwan Bharti Chand 1732-1750
- Diwan Hari Singh 1750-1775 (fill)
- Diwan Chet Singh 1775-1786 (fill)
- Diwan Murat Singh 1786-1830 (fill)
- Diwan Ishwari Singh 1830-1860 (fill)
- Diwan Ram Singh 1860-1865 (fill)
- Diwan Shatrujit Singh 1865-1869 (fill adoptat, descendent de Chet Singh)
- Diwan Gopal Singh 1869-1888 (fill)
- Diwan Gajraj Singh 1888-1905 (fill)
- Diwan Girwar Singh 1905-1915 (fill)
- Diwan Ram Pratap Singh 1915-1942
- Diwan Anand Pratap Singh 1942-1948 (fill)

### Branca de Bandhora
- Diwan Durjan Singh 1750-?
- Diwan Medni Singh ?